# Sceloporus horridus
Sceloporus horridus este o specie de șopârle din genul Sceloporus, familia Phrynosomatidae, descrisă de Wiegmann 1834. A fost clasificată de IUCN ca specie cu risc scăzut.

## Subspecii
Această specie cuprinde următoarele subspecii:
- S. h. horridus
- S. h. oligoporus
- S. h. albiventris